# Philipp Heinrich Erlebach
Philipp Heinrich Erlebach (ochrzczony 25 lipca 1657 w Esens, zm. 17 kwietnia 1714 w Rudolstadt) – niemiecki kompozytor.

## Życiorys
Przypuszczalnie kształcił się na dworze wschodniofryzyjskim. W 1679 roku został członkiem kapeli na dworze książęcym w Rudolstadt, od 1681 roku pełnił tam funkcję kapelmistrza. Często wizytował inne dwory w Niemczech, przyjaźnił się z Johannem Philippem Kriegerem, w Mühlhausen akompaniował Albertowi Anthonowi. Do jego uczniów należał Johann Caspar Vogler.

## Twórczość
Spora część twórczości Erlebacha, znana z dwóch katalogów z Rudolstadt, przepadła w pożarze w 1735 roku. Zaginęły wszystkie jego oratoria i większość kantat, a z czterech oper zachowały się częściowo arie z dwóch. Z muzyki instrumentalnej zachowało się 6 uwertur, 6 sonat triowych i marsz. W kantatach Erlebacha widoczny jest wpływ twórczości Schütza, w muzyce instrumentalnej natomiast Lully’ego.